# Fordiophyton
Fordiophyton là chi thực vật có hoa trong họ Mua.